# Rhopaea decipiens
Rhopaea decipiens är en skalbaggsart som beskrevs av Lea 1919. Rhopaea decipiens ingår i släktet Rhopaea och familjen Melolonthidae. Inga underarter finns listade i Catalogue of Life.